# Convair Model 116
Convair Model 116 – prototypowy samochód latający zaprojektowany przez Theodore'a Halla w zakładach Convair w 1946. Zbudowano tylko jeden egzemplarz tego samolotu, na jego podstawie powstał późniejszy Convair Model 118.

## Tło historyczne
Jeden z głównych projektantów Consolidated Vultee (później – Convair), Theodore Hall, był prywatnie bardzo zafascynowany ideą „powietrznego samochodu” (air car) i rozpoczął prace nad projektowaniem takiego pojazdu jeszcze przed II wojną światową. W 1941 zakłady Consolidated zaproponowały dowództwu USAAF zaprojektowanie tego typu pojazdu do rajdów komandosów jednak USAAF nie wykazał zainteresowania takim projektem. Hall powrócił do swojego idée fixe o „samolocie w każdym garażu” (aircraft in everyone's garage) po zakończeniu wojny poświęcając mu wiele środków i czasu.

## Historia
Pierwsza tego typu konstrukcja Halla powstała w 1946. Hall zaprojektował niewielki, dwuosobowy samochód napędzany 26-konnym silnikiem Crosley ze zdejmowanymi powierzchniami nośnymi i ogonem. Napęd samolotu stanowił 90-konny silnik Franlin 4A4 z dwupłatowym, drewnianym śmigłem. Prototyp został ukończony pod koniec czerwca 1946 i oblatany 12 lipca tegoż roku. Samolot miał rejestrację cywilną NX90654. W czasie pierwszego lotu za sterami samolotu zasiadał Russell R. Rogers, pozycję pasażera zajmował inżynier-oblatywacz (flight-test engineer) Lawrence G. Phillips. Po dwóch pierwszych lotach Rogers został zastąpiony przez Billa Martina. W sierpniu 1946 silnik samolotu został zamieniony na 95-konny Franklin 4AL-225. Łącznie maszyna wykonała 66 lotów. Samolot nie wszedł do produkcji seryjnej, powstał tylko jeden prototyp, ale na jego podstawie powstał późniejszy Convair Model 118.

## Opis konstrukcji
Convair Model 116, znany także jako ConVairCar, był dwuosobowym samochodem o dwudrzwiowym nadwoziu typu coupe. Samochód napędzany był 26-konnym silnikiem Crosley który znajdował się z tyłu samochodu. Do samochodu można było zamontować specjalnie zaprojektowane skrzydła z zespołem napędowym i ogon zamieniając go w lekki samolot. W tej roli ConVairCar miał układ górnopłatu z pojedynczym silnikiem ciągnącym napędzającym dwupłatowe, drewniane śmigło.
Masa własna samochodu wynosiła 573 funty, a masa systemu nośnego 500 funtów (259 i 226 kg). Prędkość maksymalna samolotu wynosiła do 112 mil na godzinę (180 km/h).